# 31è Festival Internacional de Cinema de Berlín
El 31è Festival Internacional de Cinema de Berlín va tenir lloc entre el 13 i el 24 de febrer de 1981. L'Os d'Or fou atorgat a la pel·lícula espanyola Deprisa, deprisa dirigida per Carlos Saura. Al festival es va mostrar una retrospectiva dedicada al productor cinematogràfic anglès Michael Balcon.

## Jurat
El jurat del festival estaria format per les següents persones:
- Jutta Brückner (presidenta)
- Denis Héroux
- Astrid Henning-Jensen
- Irina Kupchenko
- Peter Bichsel
- Antonio Isasi-Isasmendi
- Chatrichalerm Yukol
- Jerzy Płażewski
- Italo Zingarelli

## Pel·lícules en competició
Les següents pel·lícules van competir per l'Os d'Or:
| Títol original                             | Director(s)             | País            |
| ------------------------------------------ | ----------------------- | --------------- |
| Akaler Sandhane                            | Mrinal Sen              | Índia           |
| Barnens ö                                  | Kay Pollak              | Suècia          |
| Das Boot ist voll                          | Markus Imhoof           | Suïssa          |
| Deprisa, deprisa                           | Carlos Saura            | Espanya         |
| Der Erfinder                               | Kurt Gloor              | Suïssa          |
| Der Neger Erwin                            | Herbert Achternbusch    | RFA             |
| Dvadtsat shest dney iz zhizni Dostoevskogo | Aleksandr Zarkhi        | Unió Soviètica  |
| Gorączka                                   | Agnieszka Holland       | Polònia         |
| Head On                                    | Michael Grant           | Canadà          |
| Il minestrone                              | Sergio Citti            | Itàlia          |
| Kamionat                                   | Christo Christov        | Bulgària        |
| Köszönöm, megvagyunk                       | László Lugossy          | Hongria         |
| La provinciale                             | Claude Goretta          | Suïssa          |
| Le Grand Paysage d'Alexis Droeven          | Jean-Jacques Andrien    | Bèlgica         |
| Luang Ta                                   | Permphol Cheyaroon      | Tailàndia       |
| Maravillas                                 | Manuel Gutiérrez Aragón | Espanya         |
| Milka – elokuva tabuista                   | Rauni Mollberg          | Finlàndia       |
| Tribute                                    | Bob Clark               | Canadà          |
| Tsigoineruwaizen                           | Seijun Suzuki           | Japó            |
| Vrijdag                                    | Hugo Claus              | Bèlgica         |
| Yen gui lai                                | Jinggong Fu             | R.P. de la Xina |

## Premis

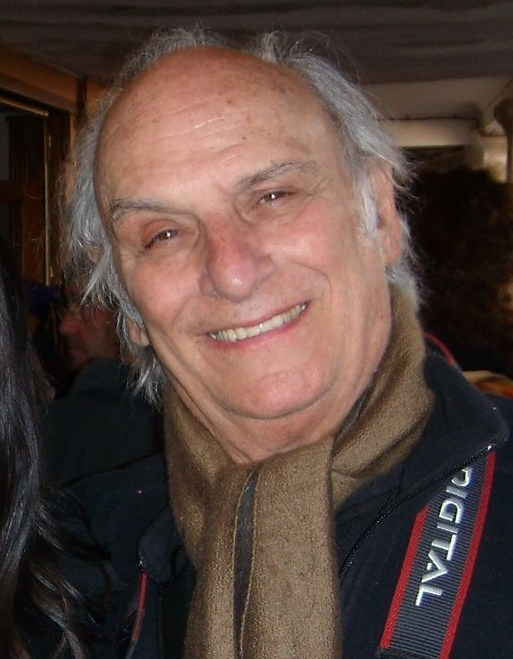
Carlos Saura, guanyador de l'Os d'Or de l'edició.

El jurat va atorgar els següents premis:
- Os d'Or: Deprisa, deprisa de Carlos Saura
- Os de Plata - Gran Premi del Jurat: Akaler Sandhane de Mrinal Sen
- Os de Plata a la millor interpretació femenina: Barbara Grabowska per Gorączka
- Os de Plata a la millor interpretació masculina: 
  - Anatoly Solonitsyn per Dvadtsat shest dney iz zhizni Dostoevskogo
  - Jack Lemmon per Tribute
- Os de plata per a un assoliment singular excepcional: Markus Imhoof per Das Boot ist voll
- Menció honorífica:
  - Le Grand Paysage d'Alexis Droeven
  - Tsigoineruwaizen